# Ferrovia Parigi-Marsiglia
La ferrovia Parigi-Marsiglia (in francese Paris-Lyon à Marseille-Saint-Charles), nota anche come linea PLM dalla sigla della Compagnie des chemins de fer de Paris à Lyon et à la Méditerranée, è un'importante linea ferroviaria francese lunga 863 km che unisce le tre principali aree metropolitane del paese: Parigi, Lione e Marsiglia. 
Gestita dal 1857 dalla PLM, poi dal 1938 dalla SNCF, è la principale arteria della rete ferroviaria francese.

## Storia
Le tratte Parigi-Lione, Lione-Avignone e Avignone-Marsiglia furono costruite e gestite da tre diverse compagnie, che nel 1857 si fusero nella PLM. Le concessioni della Lione-Avignone e dell'Avignone-Marsiglia erano già state unite nel 1852 dalla Compagnie du chemin de fer de Lyon à la Méditerranée (LM). Il primo tratto, aperto nel 1847, univa Rognonas, a sud di Avignone, a Pas-des-Lanciers, vicino a Marsiglia. Marsiglia fu raggiunta nel 1848. 
| Tratta                         | Inaugurazione     |
| ------------------------------ | ----------------- |
| Rognonas-Saint-Chamas          | 18 ottobre 1847   |
| Saint-Chamas - Pas-au-Lanciers | 1º novembre 1847  |
| Pas-au-Lanciers - Marsiglia    | 9 gennaio 1848    |
| Rognonas-Avignone              | 5 marzo 1849      |
| Parigi-Tonnerre                | 12 agosto 1849    |
| Digione-Chalon-sur-Saône       | 1º settembre 1849 |
| Tonnerre-Digione               | 22 aprile 1851    |
| Chalon-sur-Saône-Lione Vaise   | 10 luglio 1854    |
| Avignone-Valence               | 29 giugno 1854    |
| Valence - Lione-Guillotière    | 16 aprile 1855    |
| Lione-Guillotière -Lione Vaise | 10 ottobre 1856   |

Nel 1849 furono costruite, una linea da Parigi a Tonnerre (Yonne) e una linea da Digione a Chalon-sur-Saône, mentre Avignone fu collegata a Rognonas tramite la costruzione del ponte sulla Durance. Tonnerre e Digione furono collegate nel 1851. Nel 1854 la linea da Marsiglia ad Avignone fu prolungata fino a Valence e la linea da Parigi a Chalon fino a Lione-Vaise. Nel 1855 Valence fu collegata a Lione-Guillotière, un quartiere meridionale di Lione. Infine, nel 1856 fu aperto il passaggio attraverso Lione da La Guillotière a Vaise. Insieme alle ferrovie esistenti a nord di Parigi ciò permise per la prima volta di viaggiare in treno tra il Mare del Nord o il Canale della Manica e il Mar Mediterraneo.
La linea è nota anche come "linea imperiale", in quanto utilizzata da Napoleone III, che la considerava un modo per collegare tutte le regioni su cui regnava. All'epoca la Francia aveva un ritardo di 50 anni nell'industrializzazione rispetto all'Inghilterra; la ferrovia avrebbe contribuito ad accelerare questo progresso. Il carbone veniva trasportato in tutte le regioni del Paese, il Beaujolais nouveau poteva essere degustato ben oltre la sua zona d'origine, con i vini del Midi, delle Côtes-du-Rhône e persino delle Bourgognes che utilizzavano la linea. La PLM divenne una sorta di "autostrada del vino": nel 1909, fino al 10% dei profitti di trasporto dell'azienda proveniva dal commercio di vino.
La linea fu elettrificata a corrente continua alla tensione di 1500 V tra il 1949 al 1962.
Oggi la linea è pressoché interamente raddoppiata da una linea ad Alta velocità composta da tre tronchi in successione: la Parigi – Lione, la Lione - Montanay e la Saint-Marcel-lès-Valence – Marsiglia, che le hanno sottratto gran parte del trasporto a lunga percorrenza. Prima dell'arrivo dell'alta velocità nel 1981, il treno più veloce di questa linea era il Mistral, che collegava Parigi a Marsiglia in 6 ore e 40 minuti.

## Percorso
| Unknown route-map component "tCONTg" |

| Unknown route-map component "tBHF-L" | Unknown route-map component "KBHFa-R" |  |

| Unknown route-map component "tSTRe" | Station on track |  |

| One way leftward | Unknown route-map component "ABZg+r" |  |

| Unknown route-map component "exCONTgq" | Unknown route-map component "eKRZ" | Unknown route-map component "exCONTfq" |

| Unknown route-map component "eBHF" |

| Unknown route-map component "hKRZWae" |

| Station on track |

| Stop on track |

|  | Unknown route-map component "ABZgl" | Unknown route-map component "CONTfq" |

| Non-passenger station/depot on track |

| Unknown route-map component "CONTgq" | Unknown route-map component "KRZu+lr" | Unknown route-map component "CONTfq" |

| Station on track |

| Unknown route-map component "CONTgq" | Unknown route-map component "ABZgr" |  |

| Stop on track |

| Stop on track |

| Stop on track |

| Stop on track |

| Stop on track |

|  | Unknown route-map component "ABZgl" | Unknown route-map component "CONTfq" |

| Stop on track |

| Stop on track |

| Stop on track |

| Stop on track |

| Unknown route-map component "hKRZWae" |

| Unknown route-map component "CONTgq" | Unknown route-map component "ABZg+r" |  |

| Station on track |

|  | Unknown route-map component "ABZgl" | Unknown route-map component "CONTfq" |

| Stop on track |

| Stop on track |

| Stop on track |

| Stop on track |

| Station on track |

| Unknown route-map component "CONTgq" | Unknown route-map component "ABZgr" |  |

| Unknown route-map component "hKRZWae" |

| Stop on track |

|  | Unknown route-map component "ABZg+l" | Unknown route-map component "CONTfq" |

| Station on track |

|  | Unknown route-map component "ABZgl" | Unknown route-map component "CONTfq" |

| Stop on track |

| Stop on track |

| Stop on track |

|  | Unknown route-map component "ABZg+l" | Unknown route-map component "CONTfq" |

| Station on track |

| Unknown route-map component "CONTgq" | Unknown route-map component "ABZgr" |  |

| Stop on track |

| Stop on track |

| Stop on track |

| Stop on track |

| Station on track |

| Unknown route-map component "CONTgq" | Junction both to and from right |  |

| Unknown route-map component "CONTgq" | Unknown route-map component "KRZur" | Unknown route-map component "CONTfq" |

| Stop on track |

|  | Unknown route-map component "ABZgl" | Unknown route-map component "CONTfq" |

| Stop on track |

| Stop on track |

| Stop on track |

| Enter and exit tunnel |

| Stop on track |

| Unknown route-map component "hKRZWae" |

| Enter and exit tunnel |

| Stop on track |

|  | Unknown route-map component "ABZg+l" | Unknown route-map component "CONTfq" |

| Stop on track |

| Unknown route-map component "CONTgq" | Unknown route-map component "ABZgr" |  |

| Stop on track |

| Unknown route-map component "CONTgq" | Unknown route-map component "ABZg+r" |  |

| Station on track |

| Unknown route-map component "hKRZWae" |

| Stop on track |

| Stop on track |

| Unknown route-map component "CONTgq" | Unknown route-map component "ABZgr" |  |

| Stop on track |

| Stop on track |

| Stop on track |

| Enter and exit tunnel |

| Unknown route-map component "hKRZWae" |

| Enter and exit short tunnel |

| Stop on track |

| Unknown route-map component "hSTRae" |

| Stop on track |

| Unknown route-map component "hSTRae" |

| Unknown route-map component "STRo" |

| Enter and exit short tunnel |

| Unknown route-map component "STRo" |

| Enter and exit short tunnel |

| Stop on track |

| Unknown route-map component "STRo" |

| Small arched bridge |

| Stop on track |

| Enter and exit short tunnel |

| Enter and exit short tunnel |

| Enter and exit short tunnel |

| Enter and exit short tunnel |

| Unknown route-map component "CONTgq" | Unknown route-map component "ABZg+r" |  |

| Station on track |

| Unknown route-map component "hKRZWae" |

| Stop on track |

|  | Junction both to and from left | Unknown route-map component "CONTfq" |

| Unknown route-map component "hKRZWae" |

| Non-passenger station/depot on track |

|  | Junction both to and from left | Unknown route-map component "CONTfq" |

| Stop on track |

| Stop on track |

| Stop on track |

| Stop on track |

| Stop on track |

| Station on track |

|  | Unknown route-map component "ABZgl" | Unknown route-map component "CONTfq" |

| Unknown route-map component "hKRZWae" |

| Stop on track |

|  | Unknown route-map component "ABZg+l" | Unknown route-map component "CONTfq" |

| Small bridge over water |

| Unknown route-map component "CONTgq" | Junction both to and from right |  |

| Station on track |

| Unknown route-map component "KRZWu" |

| Stop on track |

| Stop on track |

|  | Unknown route-map component "ABZg+l" | Unknown route-map component "CONTfq" |

| Station on track |

| Unknown route-map component "CONTgq" | Unknown route-map component "ABZgr" |  |

|  | Unknown route-map component "ABZgl" | Unknown route-map component "CONTfq" |

| Small bridge over water |

| Stop on track |

| Small bridge over water |

| Stop on track |

| Stop on track |

| Stop on track |

| Small bridge over water |

| Stop on track |

| Small bridge over water |

| Stop on track |

| Station on track |

| Unknown route-map component "CONTgq" | Unknown route-map component "ABZgr" |  |

|  | Unknown route-map component "ABZgl" | Unknown route-map component "CONTfq" |

| Unknown route-map component "CONTgq" | Unknown route-map component "KRZul+r" | Unknown route-map component "CONTfq" |

| Stop on track |

| Stop on track |

| Stop on track |

| Small bridge over water |

| Unknown route-map component "CONTgq" | Unknown route-map component "ABZg+r" |  |

| Stop on track |

| Small bridge over water |

| Stop on track |

| Small bridge over water |

| Stop on track |

| Stop on track |

| Unknown route-map component "hKRZWae" |

| Stop on track |

| Stop on track |

| Unknown route-map component "CONTgq" | Unknown route-map component "ABZg+r" |  |

| Stop on track |

| Stop on track |

| Stop on track |

| Stop on track |

| Stop on track |

| Stop on track |

| Enter and exit tunnel |

| Stop on track |

| Unknown route-map component "STR+l" | Unknown route-map component "ABZgr" |  |

| Straight track | Enter and exit tunnel |  |

| Enter and exit short tunnel | Straight track |  |

| Straight track | Unknown route-map component "ABZg+l" | Unknown route-map component "CONTfq" |

| Straight track | Unknown route-map component "eHST" |  |

| 504,1 |
| 8,4   |

| Straight track | Unknown route-map component "hKRZWae" |  |

| Stop on track | Straight track |  |

| Straight track | Unknown route-map component "eHST" |  |

| Straight track | Station on track |  |

| 507,9 |
| 5,0   |

| Enter and exit tunnel | Straight track |  |

| Unknown route-map component "hKRZWae" | Straight track |  |

| Station on track | Straight track |  |

| 510,9 |
| 0,0   |

| Unknown route-map component "dCONTgq" | Unknown route-map component "ABZgr" | Straight track |  | Unknown route-map component "d" |

| Unknown route-map component "hKRZWae" | Straight track |  |

| Stop on track | Straight track |  |

| One way leftward | Junction both to and from right |  |

|  | Junction both to and from left | Unknown route-map component "CONTfq" |

| Stop on track |

| Stop on track |

| Non-passenger station/depot on track |

| Unknown route-map component "hKRZWae" |

| Stop on track |

| Stop on track |

| Unknown route-map component "CONTgq" | Junction both to and from right |  |

| Station on track |

| Stop on track |

| Unknown route-map component "hKRZWae" |

| Enter and exit short tunnel |

| Enter and exit tunnel |

| Stop on track |

| Stop on track |

| Enter and exit short tunnel |

| Stop on track |

| Unknown route-map component "hKRZWae" |

| Non-passenger station/depot on track |

| Stop on track |

| Non-passenger station/depot on track |

| Unknown route-map component "hKRZWae" |

| Unknown route-map component "hKRZWae" |

| Unknown route-map component "CONTgq" | Junction both to and from right |  |

| Station on track |

| Stop on track |

| Unknown route-map component "hKRZWae" |

| Stop on track |

| Enter and exit short tunnel |

| Unknown route-map component "hKRZWae" |

| Enter and exit tunnel |

| Stop on track |

| Enter and exit short tunnel |

| Stop on track |

| Stop on track |

| Unknown route-map component "hKRZWae" |

|  | Unknown route-map component "ABZg+l" | Unknown route-map component "CONTfq" |

| Enter and exit tunnel |

| Station on track |

| Stop on track |

| Stop on track |

| Unknown route-map component "hKRZWae" |

| Station on track |

| Unknown route-map component "CONTgq" | Junction both to and from right |  |

|  | Unknown route-map component "ABZgl" | Unknown route-map component "CONTfq" |

| Unknown route-map component "hKRZWae" |

| Stop on track |

| Stop on track |

| Stop on track |

| Station on track |

| Unknown route-map component "hKRZWae" |

| Small bridge over water |

| Stop on track |

| Stop on track |

| Unknown route-map component "hKRZWae" |

| Station on track |

|  | Unknown route-map component "ABZgl" | Unknown route-map component "CONTfq" |

| Unknown route-map component "CONTgq" | Unknown route-map component "KRZur+l" | Unknown route-map component "CONTfq" |

| Stop on track |

| Small bridge over water |

| Stop on track |

| Stop on track |

| Non-passenger station/depot on track |

| Unknown route-map component "hKRZWae" |

|  | Straight track | Unknown route-map component "exCONT1+f" |

|  | Station on track | Unknown route-map component "exKBHFe" |

|  | Unknown route-map component "ABZgl" | Unknown route-map component "CONTfq" |

| Stop on track |

| Stop on track |

| Unknown route-map component "hKRZWae" |

|  | Unknown route-map component "ABZg+l" | Unknown route-map component "CONTfq" |

| Stop on track |

| Non-passenger station/depot on track |

|  | Junction both to and from left | Unknown route-map component "CONTfq" |

| Station on track |

| Unknown route-map component "CONTgq" | Junction both to and from right |  |

| Non-passenger station/depot on track |

| Unknown route-map component "dCONTgq" | Station on transverse track | Unknown route-map component "KRZor" | Unknown route-map component "CONTfq" | Unknown route-map component "d" |

| Unknown route-map component "hKRZWae" |

|  | Unknown route-map component "ABZg+l" | Unknown route-map component "CONTfq" |

| Stop on track |

| Stop on track |

| Unknown route-map component "CONTgq" | Unknown route-map component "ABHFgr+r" |  |

|  | Unknown route-map component "ABZg+l" | Unknown route-map component "CONTfq" |

| Station on track |

| Unknown route-map component "exCONTgq" | Unknown route-map component "eABZg+r" |  |

| Unknown route-map component "CONTgq" | Unknown route-map component "ABZgr" |  |

| Unknown route-map component "hKRZWae" |

| Unknown route-map component "eHST" |

| Stop on track |

| Non-passenger station/depot on track |

| Non-passenger station/depot on track |

|  | Junction both to and from left | Unknown route-map component "CONTfq" |

| Station on track |

| Unknown route-map component "CONTgq" | Unknown route-map component "ABZgr" |  |

| Stop on track |

| Unknown route-map component "hKRZWae" |

| Stop on track |

| Unknown route-map component "hKRZWae" |

| Stop on track |

|  | Unknown route-map component "ABZg+l" | Unknown route-map component "CONTfq" |

| Station on track |

| Unknown route-map component "hKRZWae" |

| Station on track |

| Stop on track |

| Stop on track |

| Unknown route-map component "CONTgq" | Unknown route-map component "ABZgr" |  |

| Enter and exit tunnel |

| Unknown route-map component "hKRZWae" |

| Unknown route-map component "CONTgq" | Unknown route-map component "ABZg+r" |  |

| Stop on track |

| Unknown route-map component "CONTgq" | Unknown route-map component "ABZgr" |  |

| Stop on track |

|  | Unknown route-map component "ABZg+l" | Unknown route-map component "CONTfq" |

| Enter and exit tunnel |

| Small non-passenger station on track |

| Unknown route-map component "eHST" |

| Unknown route-map component "SKRZ-Ao" |

| Unknown route-map component "eBHF" |

| Unknown route-map component "eBHF" |

|  | Unknown route-map component "ABZg+l" | Unknown route-map component "CONTfq" |

| 441+999 |
| 859+846 |

|  |  | Unknown route-map component "ABZgl" | Unknown route-map component "TUNNEL2q" | Unknown route-map component "STR+r" |

|  |  |  | Unknown route-map component "ABZg+l" | Unknown route-map component "TUNNEL2q" | Unknown route-map component "ABZql" | Unknown route-map component "CONTfq" |

| Unknown route-map component "CONTgq" | Unknown route-map component "ABZg+r" |  |

| End station |

| 862+050 |
| 0+000   |

La ferrovia Parigi-Marsiglia parte dalla stazione di Parigi Lione in direzione sud-est. Attraversa il fiume Marna a Charenton-le-Pont e segue la riva destra della Senna a monte fino a Crosne, proseguendo a est della foresta di Sénart. Attraversata la Senna presso Melun segue la riva sinistra della Senna a monte, lungo la foresta di Fontainebleau. Oltre Montereau-Fault-Yonne, la ferrovia procede lungo la riva sinistra della Yonne verso monte. A Migennes attraversa la Yonne e i piccoli fiumi Armançon, Brenne e Oze proseguendo verso monte. Dopo Blaisy-Bas la ferrovia entra nello spartiacque del Mediterraneo, scendendo lungo la valle del fiume Ouche fino al centro di Digione.
Immediatamente prima della stazione di smistamento di Villeneuve-Saint-Georges avviene l'interconnessione con la linea ad alta velocità Parigi-Lione. Tale interconnessione è stata realizzata nel 1996. In precedenza la connessione era immediatamete dopo la stazione di Combs-la-Ville - Quincy; il breve tratto da Combs-la-Ville al nodo di Moisenay (17 km) è rimasto come semplice tratto di soccorso; da allora la maggior parte dei treni utilizza la linea da Villeneuve-Saint-Georges alla biforcazione di Moisenay, che costituisce il ramo occidentale dell'Interconnessione LGV Est.
A Digione la ferrovia svolta verso sud, costeggiando il lato orientale della scarpata della Côte d'Or. A Chalon-sur-Saône la ferrovia raggiunge il fiume Saona e ne segue la riva destra a valle fino al centro di Lione. Prima e dopo la stazione di Lione-Perrache attraversa rispettivamente la Saona e il Rodano e prosegue a valle lungo la riva sinistra del Rodano. Tra Collonges-au-Mont-d'Or (a nord di Lione) e La Guillotière (quartiere meridionale di Lione) esiste una linea parallela a est, sulla quale si trova l'altra stazione principale di Lione, Part-Dieu. Esiste anche una lunga linea parallela sulla riva destra del Rodano tra Lione e Nîmes, utilizzata principalmente per il trasporto merci.
La ferrovia passa per Valence, Avignone e Arles, dove cessa di seguire il corso del Rodano e vira verso est. Passa lungo la sponda settentrionale dell'Étang de Berre e dopo un percorso totale di 863 km, raggiunge il suo capolinea nella stazione di Marsiglia Saint-Charles.